# توکارهوای
توکارهوای (به اسپانیایی: Tucarhuay) یک کوه در پرو است که در منطقه کوسکو واقع شده‌است. توکارهوای ۵٬۹۱۰ متر بالاتر از سطح دریا واقع شده‌است.